# Iwona Machowina
Iwona Machowina, po mężu Ćwikła (ur. 25 grudnia 1963) – polska lekkoatletka, specjalizująca się w rzucie oszczepem, medalistka mistrzostw Polski.

## Kariera sportowa
Była zawodniczką Zawiszy Bydgoszcz.
Na mistrzostwach Polski seniorek na otwartym stadionie zdobyła dwa brązowe medale w rzucie oszczepem: w 1985 i 1986. 
Rekord życiowy w rzucie oszczepem: 53,22 (28.06.1986).